# Aubette (Seine-Maritime)
Pour les articles homonymes, voir Aubette.
L'Aubette est une petite rivière de la Seine-Maritime, longue de 7,9 km, qui prend sa source à Saint-Aubin-Épinay, traverse Saint-Léger-du-Bourg-Denis, Darnétal et Rouen et longe le Robec avant de se jeter dans la Seine à Rouen.

## Hydronymie
Mentionnée anciennement sous la forme Albula fluvius chez Orderic Vital vers 1123/1141, puis Albete en 1253, et par ailleurs Albitta (sans date).

## Présentation
(février 2021).
Si vous disposez d'ouvrages ou d'articles de référence ou si vous connaissez des sites web de qualité traitant du thème abordé ici, merci de compléter l'article en donnant les références utiles à sa vérifiabilité et en les liant à la section « Notes et références ».
Au XIXe siècle, l'Aubette et le Robec alimentaient une centaine de moulins, filatures, papeteries, imprimeries, etc. On considérait alors que le Robec était un affluent de l'Aubette, ce qui donnait à cette rivière un cours de 14 km. Sur la commune de Darnétal, il existe un endroit où les deux rivières se trouvent à 50 m l'une de l'autre ; un point de passage fut créé, que l'on appelle « le Choc », situé rue des Petites-Eaux, ce qui permettait de curer les rivières en envoyant les eaux de l'une vers l'autre et vice-versa. Le Robec canalisé coule plus haut que l'Aubette, qui coule vraiment au fond de la vallée. Pour se rendre compte de l'importance de ces deux rivières, il faut consulter le Livre des fontaines de Rouen, par Jacques Le Lieur, édité en 1525. C'est le Robec qui rentrait directement dans la ville, presque au pied de l'abbaye de Saint-Ouen, pour redescendre vers la Seine.
Le « pont Notre-Dame » est mentionné en 1713 comme franchissant l'Aubette au niveau de la place Saint-Marc (architecte  Nicolas Millets-Désruisseaux).